# Tillandsia engleriana
Tillandsia engleriana là một loài thuộc chi Tillandsia. Đây là loài bản địa của Bolivia.